# Еберхард фон Геминген-Бюрг
Еберхард фон Геминген-Бюрг (на немски: Eberhard von Gemmingen zu Bürg; * 1500; † 2 септември 1572 в Бюрг, Нойенщат ам Кохер) е благородник от стария алемански рицарски род Геминген в Крайхгау в Баден-Вюртемберг от линията „Б (Хорнберг) на фрайхерен фон Геминген“, господар в Бюрг, Видерн, Майенфелс, Престенек и Трешклинген също бургман на Опенхайм. Той основава „линията Некарцимерн/Бюрг.“
Той е син на Еберхард фон Геминген († 1501) и втората му съпруга Магдалена фон Аделсхайм († 1516), дъщеря на Гьотц фон Аделсхайм и Фелицитас фон Лаугинген.
Първи братовчед е на Уриел фон Геминген (1468 – 1514), курфюрст, архиепископ на Майнц (1508 – 1514) и ерц-канцлер.
През 1533 г. Еберхард става бургман на Опенхайм. През 1545 г. той подновява дворец Бюрг. Той купува собствености и въвежда реформацията в територията си.
Еберхард фон Геминген-Бюрг и двете му съпруги са погребани в Нойенщат ам Кохер.
При подялбата на наследството му през 1581 г. син му Еберхард (1527 – 1583) получава Бюрг, син му Ханс Валтер († 1591) Престенек и син му Райнхард (1532 – 1598) Трешклинген с Опенхайм.
Внук му Райнхард „Учения“ (1576 – 1635) е издигнат на имперски фрайхер и пише хроника на фамилията.

## Фамилия
Еберхард фон Геминген-Бюрг се жени 1518 г. за Барбара фон Волфскелен (* 1501; † 2 април 1545), дъщеря на Ханс фон Волфскелен († 1505) и Анна фон Геминген († 1504), дъщеря на Плайкард фон Геминген († 1515) и Анна Кемерер фон Вормс-Далберг (1458 – 1503) и сестра на Дитрих фон Геминген († 1526), който му намира годеницата. Чрез нея той получава имение в Опенхайм. Те имат децата:
- Плайкард († 1547), построява дворец Престенек
- Магдалена († 1543), омъжена за Лудвиг Волф фон Флехинген
- Анна (* 1 септември 1522; † 1558 или 4 март 1585), омъжена на 10 юли 1544 г. за Волф Вамболд фон Умбщат (* 1513; † 3 февруари 1578)
- Райнхард (умира млад)
- Швайкард († 1568)
- Ханс Филип (умира млад)
- Валтер (умира млад)
- Гертрауд († 1548)
- Елизабет († 1590), омъжена за Филип фон Либенщайн
- Еберхард (* 1527; † 9 март 1583, Бюрг), женен 1549 г. за Мария Грек фон Кохендорф († 1609); 1. клон (Бюрг)
- Райнхард (* 1532; † 27 май 1598), женен 1561 г. за Хелена фон Масенбах (* 17 април 1534; † 2 декември 1601); 2. клон (Некарцимерн)
- Ханс Валтер (* ок. 1540/41; † 23 февруари 1591), женен 1576 г. за Агнес фон Алтдорф († 1593), получава Престенек, но умира бездетен

Еберхард фон Геминген се жени втори път 1546 г. за Хелена фон Шеленберг († 9 юли 1577), вдовица на Еразмус фон Ментцинген, дъщеря на Ханс фон Шеленберг и Беатрикс фон Найперг. Бракът е бездетен.